# Andrzej Koncicki
Andrzej Koncicki (ur. 8 października 1953 w Wełczu) – polski lekarz weterynarii, specjalizujący się w zakresie chorób zakaźnych i chorób ptaków, profesor nauk weterynaryjnych, profesor zwyczajny Uniwersytetu Warmińsko-Mazurskiego w Olsztynie, prorektor tej uczelni (2006–2008).

## Życiorys
W 1978 ukończył studia na Akademii Rolniczo-Technicznej w Olsztynie. Doktoryzował się na uczelni macierzystej w 1982. Stopień naukowy doktora habilitowanego uzyskał w 1997 na ART w oparciu o pracę Charakterystyka krajowych izolatów adenowirusa krwotocznego zapalenia jelit (HE) indyków i ocena sytuacji epizootycznej w Polsce. Tytuł naukowy profesora nauk weterynaryjnych otrzymał 18 listopada 2002. Specjalizuje się w chorobach zakaźnych zwierząt i chorobach ptaków.
Związany z Akademią Rolniczo-Techniczną i Uniwersytetem Warmińsko-Mazurskim w Olsztynie, na którym doszedł do stanowiska profesora zwyczajnego (2006). W latach 2006–2008 był prorektorem olsztyńskiej uczelni. Trzykrotnie pełnił funkcję dziekana Wydziału Medycyny Weterynaryjnej (2005–2006, 2008–2012 i 2012–2016), ponadto wybierany był na prodziekana tej jednostki (1999–2002, 2002–2005 i 2016–2020). W 1994 został kierownikiem Katedry Chorób Ptaków.
W 2019 został członkiem Rady Doskonałości Naukowej I kadencji.
Opublikował ponad 520 prac, wypromował sześciu doktorów. Został wybrany na członka Centralnej Komisja do Spraw Stopni i Tytułów w kadencji 2017–2020. Został również członkiem rady naukowej Państwowego Instytutu Weterynaryjnego i objął funkcję jej przewodniczącego. Był prezesem (2009–2012) i wiceprezesem (2007–2009) Polskiego Towarzystwa Nauk Weterynaryjnych, w 2016 otrzymał tytuł honorowego członka tej organizacji. Ponadto został członkiem Komitetu Nauk Weterynaryjnych PAN oraz Komitetu Nauk Weterynaryjnych i Biologii Rozrodu PAN.
Odznaczony Złotym (2004) i Brązowym (1999) Krzyżem Zasługi oraz Odznaką Honorową „Zasłużony dla Rolnictwa”. Został laureatem nagrody Osobowość Roku Warmii i Mazur (2005), nagrody CENTAUR Nauka-Praktyce im. prof. Tadeusza Konopińskiego (2007) oraz Honorowej Nagrody Chirona (2012). 